# Централна фотографска занаятчийска кооперация
Централната фотографска занаятчийска кооперация е основана през 1930 година.
Учредители са Иван Малеев, Иван Плачков, Александър Вазов, Стоян Ценев, Ангел Христов, Павел Томов, Борис Спространов, Дражко Дацов, Илия Григоров, Христо Гацев. В ателието на Ценев се събират предприемчиви фотографи и образуват управителен съвет. Ателиерите получават майсторски свидетелства. Организацията развива снабдителска и културна-просветно дейност.
В 1935 година кооперацията започва да издава месечното фотографско издание „Бюлетинъ на Българската централна фотографска занаятчийска кооперация. Списание за техническа и художествена фотография“. В бюлетина се публикуват известия за пристигналите специализирани стоки и цените им, статии по творчески и технически въпроси, историческа информация за развитието на световната и българската фотография и други.